# Chapelle Saint-Martin de Briançonnet
La chapelle Saint-Martin est une chapelle située à l'entrée du village de Briançonnet dans le département français des Alpes-Maritimes.

## Historique
Le prieuré Saint-Martin devait exister au XIIe siècle. Un linteau se trouvant encastré dans une maison de Briançonnet provient probablement de ce prieuré.
Au nord de la chapelle Saint-Martin, des restes de tombes sous tegulae ont été mises au jour.
La chapelle actuelle est du XIVe siècle et possède un curieux clocher-mur. Une statue en bois sculpté représentant une Assomption s'y trouve.
Cette chapelle fait l’objet d’une inscription au titre des monuments historiques depuis le 12 décembre 1936.